# لي هايز
لي هايز (بالإنجليزية: Lee Hays)‏ هو مغني وكاتب أغاني أمريكي، ولد في 14 مارس 1914 في ليتل روك في الولايات المتحدة، وتوفي في 26 أغسطس 1981 في كروتون أن هادسون في الولايات المتحدة بسبب مرض.

## وصلات خارجية
- لي هايز على موقع IMDb (الإنجليزية)
- لي هايز على موقع الموسوعة البريطانية (الإنجليزية)
- لي هايز على موقع ميوزك برينز (الإنجليزية)
- لي هايز على موقع أول موفي (الإنجليزية)
- لي هايز على موقع قاعدة بيانات الأفلام السويدية (السويدية)
- لي هايز على موقع أول ميوزيك (الإنجليزية)
- لي هايز على موقع ديسكوغز (الإنجليزية)
- لي هايز على موقع قاعدة بيانات الفيلم (الإنجليزية)
- لي هايز على موقع كينوبويسك (الروسية)